# Verschwörung des Schweigens
Verschwörung des Schweigens (Originaltitel: Conspiracy of Silence) ist eine kanadische Miniserie von Francis Mankiewicz aus dem Jahr 1991 mit Michael Mahonen und Ian Tracey in den Hauptrollen. Der Film basiert auf das Buch desselben Namens von Lisa Priest über den tatsächlichen Mord an Helen Betty Osborne.

## Handlung
Im November 1971 wird in der kanadischen Provinzstadt The Pas, Manitoba, ein Indianermädchen namens Helen Betty Osborne brutal mit einem Schraubenzieher ermordet. Ihre Leiche wird in der Nähe der Stadt gefunden. Die Polizei unter der Führung von Mike Hall versucht daraufhin die Täter zu ermitteln, aber trotz aller ernsthaften Bemühungen kommt sie nicht weiter, obwohl jeder die Täter, es waren vier junge Weiße mit Namen Lee Colgan, Dwayne Johnston, Jim Houghteon and Norm Manger, kennt. Erst ein anonymer Hinweis eines weißen weiblichen Teenagers, der die Täter kennt, führt sie zu den Tätern, doch sie werden wie zuvor durch das Schweigen der Bürger jahrelang gedeckt und entsprechend geholfen, so dass der Fall nicht weitergeführt wird und entsprechend geschrieben steht, dass er erst dann wieder geöffnet wird, wenn es mehr Beweise oder Zeugenaussagen gibt. Wütend und frustriert verlässt Mike Hall daraufhin die Stadt, nachdem er als Anerkennung für seine Arbeit eine bessere Polizeistelle bekommt. 
Erst 16 Jahre später beginnt ein anderer Polizeibeamter, Steve Frishbilski, sich erneut für den Fall zu interessieren, als er von Indianerorganisationen erwähnt wird, die den Mord an Betty Osborne als Symbol für die Ungerechtigkeiten begreifen, die sie im Land erleiden und es ihm später erläutern, als er wegen dieser Angelegenheit nachfragt. Basierend auf ihrer Aussage, die man als Zeugenaussage von Experten in dem Fall einstufen kann, öffnet er den Fall erneut und beginnt daraufhin ganz konsequent in dem Fall mit ihrer Hilfe von der richtigen Annahme aus zu ermitteln, dass Rassismus und Frauenfeindlichkeit zu diesem Verbrechen und zu der darauffolgenden Verschleierung geführt haben. Dabei findet er die anonyme Zeugin. die ihm erklärt, dass sie nicht geredet hat, weil man sie gedroht hatte sie andernfalls zu töten. Von der Erinnerung getrieben, dass ihre Freunde wegen des Mordes gelacht haben, erklärt sie sich schließlich aber bereit trotzdem auszusagen. Ihre Aussage reicht aber noch nicht für einen endgültigen Durchbruch in dem Fall aus wegen des noch vorherrschenden Rassismus.
Schließlich gelingt ihm der Durchbruch, als eine Halbindianerin, die die Täter und die Bürger kennt und die ihnen gegenüber nicht erwähnt hat, dass sie Halbindianerin ist, aussagt. So wird Lee Colgan, einer der Täter, von dem sie wissen, dass er von diesem Verbrechen verfolgt wird, verhaftet. Um es hinter sich zu bringen, beschließt er gegen Immunität vor Gericht auszusagen. Er erzählt, wie sie das Indianermädchen entführt hatten, wie sie vorhatten, sie zu vergewaltigen, weil sie ein Indianermädchen war und sie von der Annahme aus handelten, dass sie das Recht hatten, das zu tun, wie sie daraufhin gedroht hatte, die Polizei deswegen einzuschalten und wie Dwayne Johnston, als Reaktion darauf, sie brutal mit einem Schraubenzieher, der im Auto war, ermordet hat, während er und die anderen es zuließen.
Nur Dwayne Johnston wird verurteilt. Er bekommt lebenslange Haft, während die anderen freigesprochen werden. Dabei kommt im Prozess auch das komplizenhafte Schweigen vieler Bürger hinsichtlich dieses Verbrechens zum Vorschein, aber, da es gemäß dem Gesetz nur Hörensagen ist, werden sie nicht bestraft und höchstens mit einer höllischen Presse konfrontiert, die über dieses Benehmen empört ist. Nur ein Staatsbeamter, dem man nachweisen konnte, dass er darüber von Anfang an Bescheid wusste, noch bevor der anonyme Hinweis kam, aber nichts in dieser Richtung getan hatte, wurde aus dem Staatsdienst entlassen. Die Mutter von Helen dagegen ist wegen der Ereignisse innerlich zerstört. Der Fall wird daraufhin geschlossen.

## Kritik
„Fernsehfilm nach einer wahren Begebenheit.“

## Auszeichnungen
Diese Miniserie gewann den Preis Gemini in sieben Kategorien und wurde für eine weitere Kategorie nominiert.